# Luhina säär
Luhina säär ist eine Halbinsel in der Landgemeinde Saaremaa im Kreis Saare auf der größten estnischen Insel Saaremaa. Auf der Halbinsel liegt die Farm (talu) Luhina, und die "Häfen" Luhina sadam und Saareküla sadam. Die Halbinsel befindet sich im Kahtla-Kübassaare hoiuala.
Die Halbinsel ist 820 Meter lang und 400 Meter breit.